# さきどり!情報かごしま
『さきどり!情報かごしま』（さきどり じょうほうかごしま）は、2005年4月から2006年10月27日までNHK鹿児島放送局で平日夕方に放送されていた地域情報番組。
ここでは前身番組の『おやっと5』（17時台に放送）、『さきドリ!情報600』→『さきドリ!情報かごしま』についても記述する。

## 概要
2000年4月から2002年3月まで放送されていた『さきドリ!情報600』（ろくまるまる）、2002年4月から2005年3月まで同時間帯で放送されていた『さきドリ!情報かごしま』。
当初は平日18時台のみで放送されていたが、2004年度から放送枠を当時情報番組『おやっと5』が放送されていた17時台にまで拡大し、同番組を内包番組化した。さらに2005年度からは番組はタイトルを「さきドリ」から「さきどり」に改め、以後は『さきどり!情報かごしま』をタイトルに用いるようになった。
2006年4月には『ゆうどきネットワーク』の開始を受けて放送枠が20分縮小、鹿児島放送局会館が移転するのに伴うリニューアルで本番組は2006年10月27日で終了、昼前に放送の『フレッシュ情報かごしま』とともにタイトルを変更。以後は2006年10月30日から『情報WAVEかごしま』と題して放送されている。

## 出演者
2001年度以前は不明

### 2002年4月 -
- 小田川肇
- 本田きよみ

### 2003年4月 -
- 細田史雄
- 國方栄利子
- 脇元貴子

### 2004年4月 -
- 細田史雄
- 國方栄利子

### 2005年4月 - 終了
- 北野剛寛
- 田上真澄 - 17時台を担当。2006年4月からは一週間交代出演。
- 平原沖恵 - 18時台を担当。2006年4月からは一週間交代出演。

### その他の主な出演者
- 山口達也 - 本番組の編集責任者、学校がいちばんのコーナーナレーションなどを担当。
- 後藤真理
- 大津留由美
- 國生香輪
- 竹ノ内靜明  -  気象予報士、情報スタジオかごしま時代の1999年から2003年3月まで出演[8]。2004年から鹿児島読売テレビに移籍。
- 今村聡 - 気象予報士、2003年3月31日から出演[8]。

#### おやっと5
2005年3月まで
- 山下由妃
- 柴田拓
- 池山清子
- 北野剛寛

## テーマ曲
- 不詳 - 2003年3月 - 曲名不明
- 2003年度から - 首都圏ネットワークにて2003年3月31日 - 2007年3月30日で使われた楽曲と同じ
- 2005年度 - 2006年10月27日 - 曲名不明

## コーナー
以下のうち絵手紙・かごしま食堂・さつま狂句は「おやっと5」からの継続。
- 絵手紙（月曜日・17時台） - 季節の風景などを前もって告知し、絵手紙にして送ってもらったものを紹介するコーナーで、『おやっと5』単独番組時代から行われており、絵手紙の先生が出演していた。
- かごしま食堂（木曜日・17時台） - 料理コーナー。『おやっと5』単独番組時代のコーナー名は「おやっとキッチン」だった。ここでのみ、かつて17時台で放送されていた『おやっと5』とその前身の『HGX』で使われていたセットを見ることができた。レシピは毎週金曜日に公式サイトにアップされていた。
- さつま狂句（水曜日・17時台） - 南日本放送の『さつまお笑い劇場』などと同じ趣旨のコーナー。事前に視聴者から募集した句をさつま狂句の先生池上黒ぢょかが添削する。
- ハートプラザ（不定期・17時台） - NHKの番組やイベントを告知するコーナー。
- こちらさきどり!運動部
- 特集
- さきどり!お天気
- 旅情報
- 中継（月曜日 - 金曜日） - 中止になる場合もあり。
- かごしま元気キッズ→学校がいちばん!
- 季節の映像
- FAXコーナー